# Принцессы (фильм)
«Принцессы» (исп. Princesas) — испанский фильм 2005 года режиссёра Фернандо Леона де Араноа. Лауреат трёх премий «Гойя» 2006 года: за лучшую женскую роль, за лучший женский актёрский дебют и за лучшую песню в исполнении Ману Чао.

## Сюжет
Фильм повествует о жизни двух мадридских проституток. Пробивная и уверенная в себе 30-летняя испанка Кайе уже хорошо знакома с этим бизнесом и откладывает деньги на пластику груди, чтобы в конечном счёте увеличить свои доходы. Её семья ничего не знает о том, как Кайе зарабатывает на жизнь. Сулема — нелегальная иммигрантка из Санто-Доминго, оказалась в Испании в поисках лучшей жизни. На родине у неё растёт сын, и она копит деньги, чтобы привезти его в Испанию.
Несмотря на первоначальный конфликт по поводу клиента, женщины вскоре сближаются. Кайе приходится скрывать от своих коллег дружеские отношения с Сулемой, поскольку те считают, что иммигрантки уводят у них клиентов.
Кайе знакомится с молодым программистом Мануэлем, скрыв от него род своих занятий. Сулема надеется на помощь чиновника, который за документы для Сулемы требует от неё сексуальные услуги и буквально истязает её. На одной из встреч в кафе с несколькими клиентами Кайе узнаёт в одном из них Мануэля, который таким образом узнает о том, что она проститутка. На этом их отношения заканчиваются. Сулема узнаёт о своей болезни, которая напрямую не называется, и в последний раз встречается со своим мучителем, а затем уезжает на родину. Кайе отдаёт ей свои сбережения.
В гостях у матери Кайе оставляет свой телефон на столе. Несмотря на то, что это номер для клиентов, Кайе просит свою мать ответить на поступивший звонок. Финал фильма остаётся открытым.

## В ролях
- Кандела Пенья — Кайе
- Микаэла Неварес — Сулема
- Мариана Кордеро — Пилар
- Льюм Баррера — Глория
- Виолета Перес — Карен
- Моника Ван Кампен — Анхела
- Флора Альварес — Роса
- Мария Бальестерос — Бланк
- Алехандра Лоренте — Мамен
- Луис Кальехо — Мануэль

## Награды и номинации
| 2006 | Премия Гойя                       | Лучший фильм                 | Лучший фильм                               | Номинация | [ 1 ] [ 2 ]       |
| 2006 | Премия Гойя                       | Лучший оригинальный сценарий | Фернандо Леон де Араноа                    | Номинация | [ 1 ] [ 2 ]       |
| 2006 | Премия Гойя                       | Лучшая актриса               | Кандела Пенья                              | Победа    | [ 1 ] [ 2 ]       |
| 2006 | Премия Гойя                       | Лучшая новая актриса         | Микаэла Неварес                            | Победа    | [ 1 ] [ 2 ]       |
| 2006 | Премия Гойя                       | Лучший новый актёр           | Луис Кальехо                               | Номинация | [ 1 ] [ 2 ]       |
| 2006 | Премия Гойя                       | Лучший дизайн костюмов       | Сабина Дайгелер                            | Номинация | [ 1 ] [ 2 ]       |
| 2006 | Премия Гойя                       | Лучший звук                  | Мигель Реджас, Альфонсо Рапосо, Поло Аледо | Номинация | [ 1 ] [ 2 ]       |
| 2006 | Премия Гойя                       | Лучшая песня                 | "Me llaman calle" Ману Чао                 | Победа    | [ 1 ] [ 2 ]       |
| 2006 | Премия Гойя                       | Лучший макияж и причёска     | Карлос Эрнандес, Маноло Гарсия             | Номинация | [ 1 ] [ 2 ]       |
| 2006 | Forqué Awards                     | Лучший фильм                 | Лучший фильм                               | Номинация | [ 3 ]             |
| 2006 | Actors and Actresses Union Awards | Лучшая актриса главной роли  | Кандела Пенья                              | Победа    | [ 4 ] [ 5 ] [ 6 ] |
| 2006 | Actors and Actresses Union Awards | Лучшая актриса второго плана | Мариана Кордеро                            | Номинация | [ 4 ] [ 5 ] [ 6 ] |
| 2006 | Actors and Actresses Union Awards | Лучшая актриса второго плана | Виолета Перес                              | Номинация | [ 4 ] [ 5 ] [ 6 ] |
| 2006 | Actors and Actresses Union Awards | Лучший актёр второго плана   | Луис Кальехо                               | Победа    | [ 4 ] [ 5 ] [ 6 ] |
| 2006 | Actors and Actresses Union Awards | Лучшая новая актриса         | Микаэла Неварес                            | Победа    | [ 4 ] [ 5 ] [ 6 ] |